# 패트릭 머피
패트릭 브라이언 머피(Patrick Brian Murphy, 1995년 6월 10일 ~ )은 미국의 야구 선수이자, 현 KBO 리그 kt wiz의 투수이다.

## 미국 프로야구 시절
2013년에 토론토 블루제이스에 입단하였다.

## 한국 프로야구 시절
2025년 7월 12일에 윌리엄 쿠에바스 대체할 외국인 투수로 영입되었다.